# 永野則雄
永野 則雄（ながの のりお、1947年3月 - ）は、日本の会計学者。法政大学名誉教授。経済学修士（東京大学）。専門は財務会計論。

## 来歴・業績
新潟県出身。1969年横浜市立大学商学部卒業。1972年東京大学大学院経済学研究科経営学専攻修士課程修了、1974年同大学院博士課程中途退学。大学院時代の同級生には現在法政大学経済学部教授の千葉準一がいる。山口大学経済学部助手・専任講師を経て、1977年より助教授。1984年から1985年までカナダのブリティッシュコロンビア大学に留学。1986年より1988年まで山口大学経済学部教授を務める。1988年より法政大学経営学部教授。1993年から1995年までイギリスのシェフィールド大学に留学。2005年より法政大学イノベーション・マネジメント研究科アカウティング専攻（会計大学院）教授（主任）、2016年同大学経営学部兼担教授、2017年法政大学名誉教授。2000年度から2002年度まで税理士試験試験委員を務める。日本会計研究学会会員。

## 著書
- 会計記事がわかる財務諸表論 (1992) 白桃書房
- 財務会計の基礎概念―会計における認識と測定 (1992) 白桃書房
- 現代会計の視界 (1992) 中央経済社
- 会計記事がわかる財務諸表論 第2版 (1996) 白桃書房
- 基本テキスト はじめての簿記 (1997)　白桃書房
- ビジネスマン・学生のための会計情報を読むヒント (1997) 東林出版社
- ケースブック会計学入門 (ライブラリケースブック会計学) (2000)　新世社
- ケースでまなぶ財務会計―新聞記事のケースを通して財務会計の基礎をまなぶ (2002）白桃書房
- ケースでまなぶ財務会計―新聞記事のケースを通して財務会計の基礎をまなぶ 第2版 (2002) 白桃書房
- 経営がわかる会計入門 (ちくま新書) (2004) 筑摩書房
- 基本テキスト はじめての簿記 改訂版 (2004) 白桃書房
- ケースでまなぶ財務会計―新聞記事のケースを通して財務会計の基礎をまなぶ 第3版 (2004) 白桃書房
- ケースブック 会計学入門 (ライブラリケースブック会計学) 第2版 (2004) 新世社
- ケースでまなぶ財務会計 第4版 (2006) 白桃書房
- ケースでまなぶ財務会計―新聞記事のケースを通して財務会計の基礎をまなぶ 第5版 (2007) 白桃書房
- ケースブック会計学入門 (ライブラリケースブック会計学) 第3版 (2007) 新世社